# Love Story (film 1970)
Love Story è un film drammatico del 1970 diretto da Arthur Hiller.
Il film, che fu un cult movie degli anni settanta, fu il maggior successo della Paramount Pictures fino a quel momento. Ricevette 7 candidature (tra cui Miglior Film) e vinse un Oscar per la musica di Francis Lai. Durante le riprese del film Erich Segal scrisse in contemporanea il best seller tratto dalla sua stessa sceneggiatura. Nel 1978 venne realizzato anche un sequel, Oliver's Story.
Il produttore del film Howard G. Minsky affermò che i dialoghi italiani del film non avrebbero potuto essere fedeli a quelli originali perché le parolacce in inglese risultavano intraducibili nella nostra lingua.

## Trama
Il giovane Oliver Barrett, ricco studente di Harvard e giocatore di hockey, incontra l'italoamericana Jennifer Cavalleri, una studentessa di musica dal carattere forte, che sin da subito dà del filo da torcere al ragazzo di buona famiglia. Nonostante le differenze sociali, i due si amano profondamente e, contravvenendo alle condizioni imposte dal padre di Oliver che non approva l'unione, decidono comunque di sposarsi con una cerimonia originale e molto intima, alla quale partecipa il padre della ragazza.
Per coronare il loro sogno d'amore entrambi sono costretti a rinunciare a qualcosa: lei rifiuta una borsa di studio a Parigi, dove ha sempre sognato di andare, e lui interrompe completamente i rapporti con i genitori. Queste scelte li costringono a vivere in severe ristrettezze economiche, mentre lei lavora come insegnante per sbarcare il lunario e lui entra alla facoltà di legge di Harvard, dove si laurea con ottimi voti.
Quando finalmente Oliver viene assunto da un prestigioso studio legale di New York e Jennifer può smettere di lavorare, la coppia decide di mettere su famiglia, ma non riescono ad avere figli. Entrambi si sottopongono ad accertamenti clinici, dai quali si scopre che Jennifer è affetta da una forma di leucemia fulminante e che le resta poco da vivere.

## Produzione
Lo sceneggiatore del film, Erich Segal, ha rivelato che per delineare la personalità di Oliver, il protagonista, prese ispirazione da due compagni di studi a Harvard, in seguito divenuti molto noti: Tommy Lee Jones (che ha avuto un piccolo ruolo nel film), che poi sarebbe diventato una celebrità di Hollywood, fu fonte di ispirazione per la sua personalità da atleta macho ma dal cuore sensibile, mentre Al Gore, futuro vicepresidente degli Stati Uniti d'America, fu preso ad esempio per il rapporto conflittuale con il padre.

## Riconoscimenti
- 1971 - Premio Oscar
  - Miglior colonna sonora a Francis Lai
  - Candidatura Miglior film a Howard G. Minsky
  - Candidatura Migliore regia ad Arthur Hiller
  - Candidatura Miglior attore protagonista a Ryan O'Neal
  - Candidatura Miglior attrice protagonista ad Ali MacGraw
  - Candidatura Miglior attore non protagonista a John Marley
  - Candidatura Migliore sceneggiatura originale a Erich Segal
- 1971 - Golden Globe
  - Miglior film drammatico
  - Migliore regia ad Arthur Hiller
  - Miglior attrice in un film drammatico ad Ali MacGraw
  - Migliore sceneggiatura a Erich Segal
  - Miglior colonna sonora a Francis Lai
  - Candidatura Miglior attore in un film drammatico a Ryan O'Neal
  - Candidatura Miglior attore non protagonista a John Marley
- 1971 - David di Donatello
  - Miglior attore straniero a Ryan O'Neal
  - Miglior attrice straniera ad Ali MacGraw

### AFI's 100 Years
Una battuta del film ("Amare significa non dover mai dire mi dispiace", "Love means never having to say you're sorry" in lingua originale) è stata inserita nel 2005 nella lista delle cento migliori citazioni cinematografiche di tutti i tempi stilata dall'American Film Institute, nella quale figura al 13º posto. Oltre a ciò, il film è stato inserito nella lista dei 100 migliori film sentimentali della storia, dove figura in 9ª posizione.